# Martin Fugl Chabert
Martin Fugl Chabert (født 1986 i Birkerød) er en dansk filmproducer og filmarbejder nu bosat ved Aarhus. Han er uddannet på henholdsvis Aarhus Universitet og den alternative filmuddannelse Super8 på producerlinjen. Hans afgangsfilm fra Super8 "Danmark" fik dansk premiere på CPH:PIX i 2017 og international premiere på Berlinalen i 2018. Filmen fik desuden dansk tv-premiere på DR3 i 2017. Danmark var derudover nomineret til Robert Prisen i 2018 som Årets børne- og ungdomsfilm. Han har sideløbende og efterfølgende arbejdet som bl.a. producer og produktionsleder på diverse film, musikvideoer og reklamefilm.